# 白肋翻唇兰
白肋翻唇兰（学名：Hetaeria cristata），为兰科翻唇兰属下的一个植物种。